# Josep Señé
Josep Señé Escudero  (Sant Cugat, 10 de dezembro de 1991) é um futebolista profissional espanhol que atua como meia, atualmente defende o Celta de Vigo.

## Carreira
Produto da base do Terrasa, estreou em 2010 como profissional.